# Khu Busanjin, Busan
Khu Busanjin là một khu trực thuộc thành phố Busan, Hàn Quốc. Khu này có diện tích 29,7 km² với dân số 410.000 người. Nằm tại trung tâm quảng vực thị Busan, khu Busanjin là một trung tâm mua sắm, thương mại và giải trí lớn của thành phố.

## Phân cấp hành chính
Busanjin-gu được chia thành 11 dong, tổng cộng có 25 dong, như sau:
- Bujeon-dong (釜田洞) (2 dong hành chính)
- Beomjeon-dong (凡田洞)
- Yeonji-dong (蓮池洞)
- Choeup-dong (草邑洞)
- Yangjeong-dong (楊亭洞) (2 dong hành chính)
- Jeonpo-dong (田浦洞) (3 dong hành chính)
- Buam-dong (釜岩洞) (2 dong hành chính)
- Danggam-dong (堂甘洞) (4 dong hành chính)
- Gaya-dong (伽倻洞) (3 dong hành chính)
- Gaegeum-dong (開琴洞) (3 dong hành chính)
- Beomcheon-dong (凡川洞) (3 dong hành chính)

## Liên kết
- Hướng dẫn du lịch Busan/Central từ Wikivoyage
- Busanjin-gu website (tiếng Anh)